# Tour de Hainan
O Tour de Hainan (环海南岛国际公路自行车赛, oficialmente: Tour of Hainan) é uma carreira ciclista profissional por etapas chinesa disputada na ilha de Hainan na China.
Criada em 2006, faz parte do UCI Asia Tour em princípio na categoria 2.2, em seguida passou a categoria 2.1 em 2007, e finalmente a 2.hc (máxima categoria destes circuitos) em 2009.

## Palmarés
| Ano  | Vencedor           | Segundo                     | Terceiro            |
| ---- | ------------------ | --------------------------- | ------------------- |
| 2006 | Sergey Kolesnikov  | Satoshi Hirose              | Yoshiyuki Abe       |
| 2007 | Robert Radosz      | Roman Klimov                | Pascal Hungerbühler |
| 2008 | Borís Shpilevski   | David McCann                | Błażej Janiaczyk    |
| 2009 | Francisco Ventoso  | Grega Bole                  | Vitaliy Buts        |
| 2010 | Valentin Iglinskiy | Johnnie Walker              | Alexei Markov       |
| 2011 | Valentin Iglinskiy | Reinardt Janse van Rensburg | Alexander Schmitt   |
| 2012 | Dmitriy Gruzdev    | Valentin Iglinskiy          | Tobias Ludvigsson   |
| 2013 | Moreno Hofland     | Frédéric Amorison           | Tom Leezer          |
| 2014 | Julien Antomarchi  | Niccolò Bonifazio           | Andrey Zeits        |
| 2015 | Sacha Modolo       | Andrey Zeits                | Julien El Fares     |
| 2016 | Alexey Lutsenko    | Przemysław Niemiec          | Matej Mohorič       |
| 2017 | Jacopo Mosca       | Benjamín Prades             | Emīls Liepiņš       |
| 2018 | Fausto Masnada     | Gino Mäder                  | Julien El Fares     |
| 2023 | Óscar Sevilla      | Sebastian Berwick           | James Piccoli       |
| 2024 | Aaron Gate         | Henok Mulubrhan             | Filippo Magli       |

## Palmarés por países
| País          | Vitórias |
| ------------- | -------- |
| Cazaquistão   | 4        |
| Itália        | 3        |
| Rússia        | 2        |
| Polónia       | 1        |
| Espanha       | 1        |
| Países Baixos | 1        |
| França        | 1        |